# Горная порода
Го́рная поро́да — любая масса или агрегат одного или нескольких минеральных видов или органического вещества, являющихся продуктами природных процессов. Вещество может быть твёрдым, консолидированным или мягким, рыхлым.
Горные породы — плотные или рыхлые агрегаты, слагающие земную кору, состоящие из однородных или различных минералов, либо минералов и обломков других горных пород. Состав, строение и условия залегания пород находятся в причинной зависимости от формирующих их геологических процессов, происходящих внутри земной коры или на её поверхности. С геохимической точки зрения горные породы — естественные агрегаты минералов, состоящих преимущественно из петрогенных элементов (главных химических элементов породообразующих минералов).
Горные породы изучает наука петрография и петрология — учение о горных породах.
Примеры горных пород — гранит, базальт, глина, соли, каменный уголь, мел и многие другие.
Твёрдые оболочки планет земной группы, спутников и астероидов состоят из горных пород.

## Термин
Термин горные породы состоит из неразрывного сочетания двух слов, теряющих смысл по отдельности. Однако, если термин сопровождается дополнительным определяющим словом (например: изверженная, щелочная и пр.), то слово горная может опускаться при повторении.
Термин горные породы в современном понимании впервые использовал в 1798 году русский минералог и химик Василий Михайлович Севергин.

## Группы горных пород
По происхождению горные породы делятся на три группы:
1. Магматические (эффузивные и интрузивные)
2. Осадочные
3. Метаморфические

Магматические и метаморфические горные породы слагают около 90 % объёма земной коры, однако на современной поверхности материков области их распространения сравнительно невелики. Остальные 10 % приходятся на долю осадочных пород, занимающие 75 % площади земной поверхности. Однако в сфере влияния человеческой деятельности чаще встречаются именно осадочные породы.
Магматические горные породы по своему происхождению делятся на эффузивные и интрузивные. Эффузивные (вулканические) горные породы образуются при изливании магмы на поверхность Земли. Интрузивные горные породы, напротив, возникают при застывании магмы в толще земной коры.
Разделение горных пород на магматические, метаморфические и осадочные не всегда очевидно. В осадочных горных породах, в процессе диагенеза, уже при очень низких (в геологическом смысле) температурах, начинаются минеральные превращения, однако породы считаются метаморфическими при появлении в них новообразованного гранита. При умеренных давлениях начало метаморфизма соответствует температуре 300 °C.
При высоких степенях метаморфизма стирается грань между метаморфическими и магматическими горными породами. Начинается плавление пород, смешение новообразованных расплавов с явно внешними. Часто наблюдаются постепенные переходы от явно метаморфических, полосчатых пород, к типичным гранитам. Такие процессы относятся к ультраметаморфизму.

Этот список игнорирует существование большой группы пород, имеющих важное значение, — метасоматические горные породы, образующиеся также в широком температурном интервале. К ним относятся, например, вторичные кварциты по кислым эффузивам, грейзены по гранитам, пропиллиты по средним и основным породам и т. д., а также широкая группа пород, слагающие околожильные зоны. Пропущена также специфическая группа горных пород, названная рудой (понятие не геологическое, а геолого-экономическое). Эта группа пород сложена преимущественно сульфидными минералами, хотя она может включать породы, сложенные и другими минералами (магнетит (железные руды), апатитовые руды, хромитовые руды и пр).
Ранее считалось, что отличие метасоматических пород от метаморфических пород заключается в участии воды в образовании только метасоматитов, но последующие исследования показали, что и метаморфические породы (гнейсы и сланцы), образованные даже при высоких температурах, также формируются с участием воды. Так результаты изотопных исследований по кислым и средним силикатным породам показали, что все силикатные минералы (кварц, биотит, полевые шпаты, гранаты, роговые обманки и пр.) выделяются одновременно с водой, находясь с ней в изотопном равновесии по кислороду. В отличие от кислых пород все силикатные минералы (полевые шпаты, гранаты, оливины, пироксены и пр.) основных и ультраосновных пород, выделяются в изотопном равновесии по кислороду с СО2.

Отдельно стоят мантийные породы. С одной стороны, условия в мантии таковы, что даже если порода изначально была магматической, она всё равно претерпела бы в мантии изменения. В целом для основного объёма мантии остаётся дискуссионным вопрос, была ли она когда-то в расплавленном состоянии. С другой стороны, по минералогии мантийные породы во многом идентичны породам магматическим. Поэтому к ним применяется номенклатура магматических пород с вариациями.
Есть магматические комплексы, текстурные признаки которых напоминают текстурные особенности осадочных пород. Это расслоённые основные интрузии. В некоторых из них наблюдаются типичные для осадочных горных пород градационная расслоенность, косая слоистость, ритмичное строение толщи, наличие скоплений тяжёлых минералов. Однако, вместо осадочных алевролитов, песчаников и гравелитов, такие комплексы сложены обычными магматическими породами. Неоднократно образование таких объектов объяснялось метаморфизмом осадочных пород, но такая интерпретация не могла объяснить наличие резких контактов между комплексом и вмещающими породами. На сегодня общепризнанно, что такие объекты формируются в результате гравитационного осаждения минералов из конвектирующего расплава. То есть процесс имеет много общего с осадконакоплением, но среда, переносящая вещество, в данном случае не вода, а магма.
Описанием и классификацией магматических и метаморфических горных пород занимается петрография, изучением их генезиса — петрология. Описанием, классификацией и анализом условий образования осадочных горных пород занимается литология, в которой выделяется самостоятельный раздел — петрография осадочных пород. С литологией тесно связана родственная ей седиментология, занимающаяся изучением условий образования современных осадков. Поскольку отсутствуют строгие определения понятий «осадок» и «осадочная порода», то различие между осадком и осадочной горной породой не всегда ясно. Эти науки тесно связаны с геохимией и минералогией.

### Магматические горные породы
По глубине формирования породы делятся на три группы: породы, кристаллизующиеся на глубине — интрузивные горные породы, например, гранит. Они образуются при медленном остывании магмы и обычно хорошо раскристаллизованны; гипабиссальные горные породы образуются при застывании магмы на небольших глубинах, и часто имеют неравномернозернистые структуры (долерит). Эффузивные горные породы формируются на земной поверхности или на дне океана (базальт, риолит, андезит).
Подавляющее большинство природных магм содержат в качестве основного компонента кремний и представляют собой силикатные расплавы. Много реже встречаются карбонатные, сульфидные и металлические расплавы. Из карбонатных расплавов образуются карбонатные магматические горные породы — карбонатиты. В XX веке зафиксированно несколько извержений вулканов с карбонатитовыми магмами. Сульфидные и металлические расплавы образуются вследствие несмесимости и ликвации с силикатными жидкостями.
Важнейшая характеристика магматической породы — химический состав. Есть несколько классификаций магматических горных пород по составу (номенклатура горных пород). Наибольшее значение имеет классификация по содержанию в породах кремнезёма SiO2, и щелочей (Na2O + K2O). По содержанию щелочей породы делятся на серии. Выделяются породы нормальной, субщелочной и щелочной серий. Формальным признаком такого деления служит появление в породе специфических щелочных минералов. По содержанию SiO2 породы разделены на ультраосно́вные — SiO2 в породе меньше 45 %, осно́вные — если содержание SiO2 находится в диапазоне от 45 % до 54 %, средние — если от 54 до 65 % и кислые — содержание SiO2 больше 65 %.
Образование магматических пород непрерывно происходит и сейчас, в зонах активного вулканизма и горообразования.

#### Вулканическое стекло
Нераскристаллизовавшиеся продукты быстро остывшей лавы, образующийся при закалке (быстром остывании) магматического расплава, достигшего земной поверхности. Может целиком слагать излившиеся липаритовые кислые, реже базальтовые эффузивные горные породы. Почти целиком слагает обсидиан, смоляной камень (пехштейн), перлит, пемзу, тахилит, сордавалитит. Показатель преломления 1,5.

#### Обсидиан
Магматическая горная порода, состоящая из вулканического стекла при содержании воды не более 1 %; однородное вулканическое стекло, прошедшее через быстрое охлаждение расплавленных горных пород. Более богатые водой вулканические стёкла, вспучивающиеся при нагревании, относят к перлитам.

#### Пемза
Пористое вулканическое стекло, образовавшееся в результате выделения газов при быстром застывании кислых и средних лав. Цвет пемзы в зависимости от содержания и валентности железа изменяется от белого и голубоватого до жёлтого, бурого и чёрного. Пористость достигает 60 %. Твёрдость по шкале Мооса около 6, плотность 2—2,5 г/см³, объёмная масса 0,3—0,9 г/см³. Большая пористость пемзы обусловливает хорошие теплоизоляционные свойства, а замкнутость большинства пор — хорошую морозостойкость. Огнестойка. Химически инертна.

### Метаморфические горные породы
Метаморфические горные породы образуются в толще земной коры в результате изменения (метаморфизма) осадочных или магматических горных пород. Факторами, вызывающими эти изменения, могут быть: близость застывающего магматического тела и связанное с этим прогревание метаморфизуемой породы; воздействие отходящих от этого тела активных химических соединений, в первую очередь различных водных растворов (контактовый метаморфизм), или погружение породы в толщу земной коры, где на неё действуют факторы регионального метаморфизма — высокие температуры и давления.
Типичными метаморфическими горными породами являются гнейсы, разные по составу кристаллические сланцы, контактовые роговики, скарны, амфиболиты, мигматиты и др. Различие в происхождении и, как следствие этого, в минеральном составе горных пород резко сказывается на их химическом составе и физических свойствах.

#### Глинистые сланцы
Представляют начальную стадию метаморфизма глинистых пород. Состоят преимущественно из гидрослюд, хлорита, иногда каолинита, реликтов других глинистых минералов (монтмориллонита, смешаннослойных минералов), кварца, полевых шпатов и других неглинистых минералов. В них хорошо выражена сланцеватость. Они легко раскалываются на плитки. Цвет сланцев: зелёный, серый, бурый до чёрного. Содержат углистое вещество, новообразования карбонатов и сульфидов железа.

#### Филлиты
Плотная тёмная с шелковистым блеском сланцеватая порода, состоящая из кварца, серицита, иногда с примесью хлорита, биотита и альбита. По степени метаморфизма переходная порода от глинистых к слюдяным сланцам.

#### Хлоритовые сланцы
Хлоритовые сланцы представляют собой сланцеватые или чешуйчатые породы, состоящие преимущественно из хлорита, а также актинолита, талька, слюды, эпидота, кварца и других минералов. Цвет их зелёный, на ощупь жирные, твёрдость небольшая. Часто содержат магнетит в виде хорошо образованных кристаллов (октаэдров).

#### Тальковые сланцы
Агрегат листочков и чешуек талька сланцеватого строения, зеленоватого или белого цвета, мягок, обладает жирным блеском. Встречается изредка среди хлоритовых сланцев и филлитов в верхнеархейских (гуронских) образованиях, но иногда является результатом метаморфизации и более молодых осадочных и изверженных (оливиновых) горных пород. Как примесь присутствуют магнезит, хромит, актинолит, апатит, глинкит, турмалин. Часто к тальку в большом количестве примешиваются листочки и чешуйки хлорита, обусловливающие переход в тальково-хлористовый сланец.

#### Кристаллические сланцы
Общее название обширной группы метаморфических пород, характеризующиеся средней (частично сильной) степенью метаморфизма. В отличие от гнейсов в кристаллических сланцах количественные взаимоотношения между кварцем, полевыми шпатами и темноцветными минералами могут быть разными.

#### Амфиболиты
Метаморфическая горная порода, состоящая из амфибола, плагиоклаза и минералов примесей. Роговая обманка, содержащаяся в амфиболитах, отличается от амфиболов сложным составом и высоким содержанием глинозёма. В противоположность большинству метаморфических пород высоких ступеней регионального метаморфизма амфиболиты не всегда обладают хорошо выраженной сланцеватой текстурой. Структура амфиболитов гранобластовая (при склонности роговой обманки к образованию удлинённых по сланцеватости кристаллов), нематобластовая и даже фибробластовая. Амфиболиты могут образовываться как за счёт основных изверженных пород — габбро, диабазов, базальтов, туфов и др., так и за счёт осадочных пород мергелистого состава. Переходные разности к габбро называются габбро-амфиболитами и характеризуются реликтовыми (остаточными) габбровыми структурами. Амфиболиты, возникающие за счёт ультраосновных горных пород, отличаются обычно отсутствием плагиоклаза и состоят практически целиком из роговой обманки, богатой магнием (антофиллит, жедрит). Различают следующие виды амфиболитов: биотитовые, гранатовые, кварцевые, кианитовые, скаполитовые, цоизитовые, эпидотовые и др. амфиболиты.

#### Кварциты
Зернистая горная порода, состоящая из зёрен кварца, сцементированных более мелким кварцевым материалом. Образуется при метаморфизме кварцевых песчаников, порфиров. Встречаются в корах выветривания, образуясь при метасоматозе (гипергенные кварциты) с окислением медноколчеданных месторождений. Они служат поисковым признаком на медноколчеданные руды. Микрокварциты образуются из подводных гидротерм, выносящих в морскую воду кремнезём, при отсутствии других компонентов (железо, магний и др.).

#### Гнейсы
Метаморфическая горная порода, характеризующаяся более или менее отчётливо выраженной параллельно-сланцеватой, часто тонкополосчатой текстурой с преобладающими гранобластовыми и порфиробластовыми структурами и состоящая из кварца, калиевого полевого шпата, плагиоклазов и цветных минералов. Выделяют: биотитовые, мусковитовые, двуслюдяные, амфиболовые, пироксеновые и др. гнейсы.

### Осадочные горные породы
Осадочные горные породы образуются на земной поверхности и вблизи неё в условиях относительно низких температур и давлений в результате преобразования морских и континентальных осадков. По способу своего образования осадочные породы подразделяются на три основные генетические группы:
- обломочные породы (брекчии, конгломераты, пески, алевриты) — грубые продукты преимущественно механического разрушения материнских пород, обычно наследующие наиболее устойчивые минеральные ассоциации последних;
- глинистые породы — дисперсные продукты глубокого химического преобразования силикатных и алюмосиликатных минералов материнских пород, перешедшие в новые минеральные виды;
- хемогенные, биохемогенные и органогенные породы — продукты непосредственного осаждения из растворов (например, соли), при участии организмов (например, кремнистые породы), накопления органических веществ (например, угли) или продукты жизнедеятельности организмов (например, органогенные известняки).

Промежуточное положение между осадочными и вулканическими породами занимает группа эффузивно-осадочных пород. Между основными группами осадочных пород наблюдаются взаимные переходы, возникающие в результате смешения материала разного генезиса. Характерной особенностью осадочных горных пород, связанной с условиями образования, является их слоистость и залегание в виде более или менее правильных геологических тел (пластов).

## Метеориты
Метеори́т — тело космического происхождения, упавшее на поверхность крупного небесного объекта. Большинство найденных метеоритов имеют вес от нескольких граммов до нескольких килограммов. Крупнейший из найденных метеоритов — Гоба (вес которого, по подсчётам, составлял около 60 тонн). Полагают, что в сутки на Землю падает 5—6 тонн метеоритов, или 2 тысячи тонн в год. Существование метеоритов не признавалось ведущими академиками XVIII века, а гипотезы внеземного происхождения считались лженаучными. Утверждается, что Парижская академия наук в 1790 г. приняла решение не рассматривать впредь сообщений о падении камней на Землю как о явлении невозможном. Во многих музеях метеориты (в терминологии того времени — аэролиты) изъяли из коллекций, чтобы «не сделать музеи посмешищем». Изучением метеоритов занимались академики В. И. Вернадский, А. Е. Ферсман, известные энтузиасты исследования метеоритов П. Л. Драверт, Л. А. Кулик и многие другие.
В Российской академии наук сейчас есть специальный комитет, который руководит сбором, изучением и хранением метеоритов. При комитете есть большая метеоритная коллекция.
Наиболее часто встречаются каменные метеориты (92,8 % падений). Они состоят в основном из силикатов: оливинов (Fe, Mg)2[SiO4] (от фаялита Fe2[SiO4] до форстерита Mg2[SiO4]) и пироксенов (Fe, Mg)2Si2O6 (от ферросилита Fe2Si2O6 до энстатита Mg2Si2O6). Подавляющее большинство каменных метеоритов (92,3 % каменных, 85,7 % общего числа падений) — хондриты. Хондритами они называются, поскольку содержат хондры — сферические или эллиптические образования преимущественно силикатного состава. Большинство хондр имеет размер не более 1 мм в диаметре, но некоторые могут достигать и нескольких миллиметров. Хондры находятся в обломочной или мелкокристаллической матрице, причём нередко матрица отличается от хондр не столько по составу, сколько по кристаллическому строению. Состав хондритов практически полностью повторяет химический состав Солнца, за исключением лёгких газов, таких как водород и гелий. Поэтому считается, что хондриты образовались непосредственно из протопланетного облака, окружающего Солнце, путём конденсации вещества и аккреции пыли с промежуточным нагреванием. Ахондриты составляют 7,3 % каменных метеоритов. Это обломки протопланетных (и планетных[[{{{1}}}|?]]) тел, прошедшие плавление и дифференциацию по составу (на металлы и силикаты). Железные метеориты состоят из железо-никелевого сплава. Они составляют 5,7 % падений. Железо-силикатные метеориты имеют промежуточный состав между каменными и железными метеоритами. Они сравнительно редки (1,5 % падений). Ахондриты, железные и железо-силикатные метеориты относят к дифференцированным метеоритам. Они предположительно состоят из вещества, прошедшего дифференцировку в составе астероидов или других планетных тел. Раньше считалось, что все дифференцированные метеориты образовались в результате разрыва одного или нескольких крупных тел, например планеты Фаэтона. Однако анализ состава разных метеоритов показал, что с большей вероятностью они образовались из обломков многих крупных астероидов. Ранее выделяли ещё тектиты, куски кремнистого стекла ударного происхождения. Но позже оказалось, что тектиты образуются при ударе метеорита о горную породу, богатую кремнезёмом.